# Delicia turca

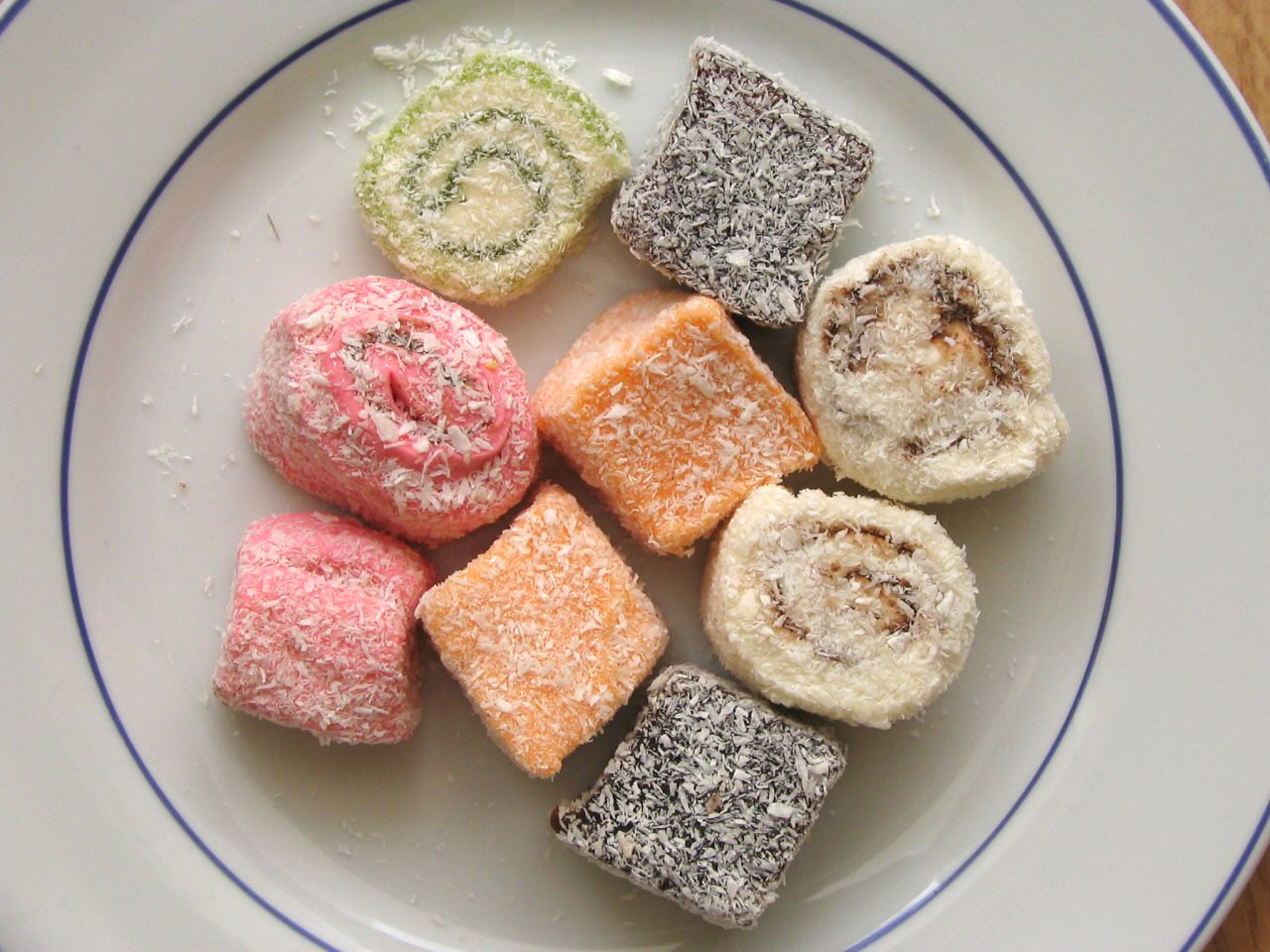
Varias variantes de delicias turcas que destacan por su coco seco.

La delicia turca o lokum (del turco: lokum) es un dulce tradicional gelatinoso, del tipo de caramelo blando o gominola.
Es un tipo de dulce blando hecho con almíbar y algún gelificante, como por ejemplo la gelatina, relacionado con la receta tradicional española de origen árabe de la «gominola». Está hecho a base de almidón y azúcar, también suele usarse miel o melaza, con sabor a zumo de fruta comúnmente, y muy popular en los países balcánicos (Bulgaria, Serbia, Bosnia y Herzegovina, Albania, Grecia, Rumanía), Chipre, Siria, Líbano, Libia, Túnez, Arabia Saudita, Egipto y por supuesto Turquía.
Puede estar hecha a partir de zumos naturales de frutas y suele estar cubierta con una capa de harina fina, azúcar glas o azúcar en polvo, para que no se peguen unas con otras. Se suele comer en forma de pequeños cubos que se espolvorean con azúcar glas. El uso generalizado de moldes pequeños de silicona, también usados para hacer cubitos, por ejemplo, ha popularizado las diversas y diferentes formas.
Se hacen también de forma industrial en todo el mundo. Los hay de todo tipo de colores, sabores y formas. 
Algunas recetas incluyen trocitos de pistacho, avellana o nuez. Suele aromatizarse con agua de rosas o con limón, canela, melocotón, mango, albaricoque, naranja, naranja amarga, mandarina, menta, frambuesa, zarzamora, etc. y tiene una consistencia gelatinosa blanda, ligera, tacto suave y algo pegajoso.

## Historia

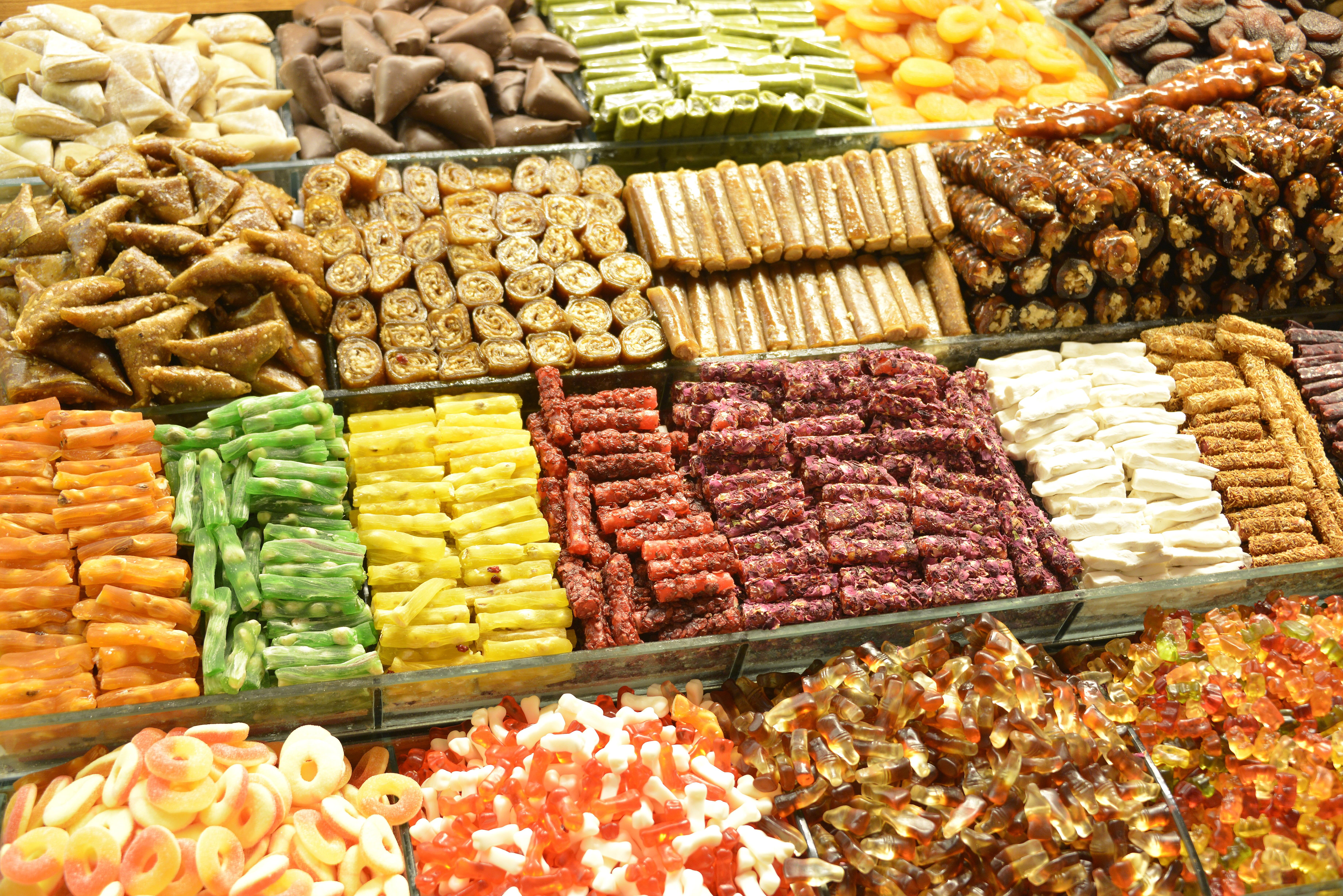
Delicias turcas en el Bazar de las Especias de Estambul.

La historia del lokum se remonta a hace al menos 230 años. Dice una leyenda turca que un sultán del país reunió a todos los expertos en confitería de su reino y les pidió que crearan un dulce único que añadir a su famosa colección de recetas secretas. Y tras una extensa investigación culinaria, nació el lokum.
La tradición de hacer estas golosinas se fecha al menos a la época medieval en la gastronomía mediterránea. Fue introducida en la península ibérica en época de la dominación islámica y se ha denominado como "gominola" al ser el nombre empleado tradicionalmente en Valencia y Cataluña para este dulce. En Aragón se denomina «lamín», aunque el nombre es usado también, para otros dulces similares como la fruta escarchada y la calabaza escarchada. El tocino de cielo, hecho con las yemas de los huevos, parte de una receta similar.
En un principio en la península se usaba agua de azahar, esencia de flores, jazmín, zumos de cítricos, zarzamora, etc. y clara de huevo para gelificar, como todavía se hace en algunas recetas de delicias turcas y otras golosinas tradicionales locales similares que han persistido a lo largo de los años. Las formas caseras hasta hace poco solían ser dados o rectángulos, ya que se cortaban líneas rectas con un cuchillo de la masa vertida en una bandeja. 
En 1776, durante el reinado del sultán Abdul Hamid I, un confitero con mucha experiencia, Hacı Bekir Efendi, llegó a Estambul procedente de una pequeña ciudad de Anatolia. Bekir abrió una pequeña tienda en el centro de la ciudad, y muy pronto ganó dinero y fama entre un pueblo tan goloso como es el turco. Se puso de moda entre las damas regalar a sus amistades lokum envuelto en pañuelos especiales de encaje, una costumbre que también adoptaron las parejas en el cortejo, tal y como quedó documentado en las canciones de amor tradicionales de aquella época.
En el siglo XIX, el lokum se popularizó internacionalmente debido a su difusión a través del Imperio Británico. Durante un viaje a Estambul, un británico de nombre desconocido compró varias cajas de lokum y las envió al Reino Unido, donde el dulce fue comercializado como Turkish Delight (Delicia turca), nombre con el que aún hoy es conocido. En España es muy común en las tiendas y pastelerías de productos tradicionales rumanos.
Picasso lo comía a diario para concentrarse en su trabajo, mientras que el lokum favorito de Winston Churchill y Napoleón era el relleno de pistacho.
Es de costumbre en Turquía servir un "lokum" al lado del café turco.

## En la cultura popular
- En la adaptación cinematográfica de El león, la bruja y el ropero, de C.S. Lewis, Edmund Pevensie (Skandar Keynes) no resiste la tentación de probar este dulce.
- Da título a la exitosa película de Paul Verhoeven Delicias turcas (Turks fruit).